# Thibau Nys
Thibau Nys (Bonheiden, 12 november 2002) is een Belgisch veldrijder en wegwielrenner die anno 2024 in dienst rijdt bij het Amerikaanse World Tour-team Lidl-Trek. 

## Carrière

### Jeugd
Op vijfjarige leeftijd nam Thibau Nys al deel aan zijn eerste BMX-wedstrijd, in Massenhoven. Daarnaast deed Nys in zijn jeugdjaren al veel parcourskennis op in het veldrijden. Toen hij meeging naar de wedstrijden van zijn vader Sven Nys, verkende hij immers zelf ook elk parcours.

### Veldrijden

#### Nieuwelingen
Eind 2016 won Nys in Hoboken zijn eerste veldrit bij de nieuwelingen. Als eerstejaars slaagde hij erin een pak oudere renners te verslaan. Op 7 januari 2017 veroverde hij bij de eerstejaarsnieuwelingen zijn eerste Belgische titel. In Oostende haalde hij het toen voor Lennert Belmans en Ward Huybs. Een jaar later werd hij in Koksijde ook Belgisch kampioen bij de tweedejaarsnieuwelingen. In zijn tweede jaar bij de nieuwelingen schreef hij 19 veldritten op zijn naam, één meer dan zijn vader Sven in zijn tijd.

#### Junioren
In zijn eerste seizoen bij de junioren behaalde Nys 10 overwinningen. Hij was onder andere de beste in de Flandriencross, de GP Sven Nys, de Krawatencross en de Vlaamse Aardbeiencross. In januari boekte hij in Pontchâteau ook zijn eerste overwinning in de Wereldbeker. Hij veroverde brons op zowel het Europees kampioenschap in Rosmalen als het Belgisch kampioenschap in Kruibeke. Op het wereldkampioenschap in Bogense eindigde hij vierde, na de Brit Ben Tulett en de Belgen Witse Meeussen en Ryan Cortjens.
In het daaropvolgende seizoen won Nys bijna elke wedstrijd waarin hij startte. Hij werd Europees kampioen in Silvelle en was na vier van de zeven manches al zeker van de eindzege in de Wereldbeker. Hij kroonde zich in Antwerpen ook tot Belgisch kampioen, uitgerekend 25 jaar na de Belgische titel van zijn vader bij de junioren. Op 2 februari kroonde Nys zich tot wereldkampioen veldrijden bij de junioren in het Zwitserse Dübendorf.

#### Beloften
Als eerstejaarsbelofte reed Nys vaak mee met de profs. Daardoor behaalde hij weinig noemenswaardige resultaten, maar deed hij wel ervaring op het hoogste niveau op. Ook sukkelde Nys met fysieke klachten en werd hij niet geselecteerd voor het WK in Oostende.
Het veldritseizoen 2021-22 van Nys was er een van ups en downs. Eerst brak hij in oktober zijn sleutelbeen in de Wereldbekercross van Waterloo. Vervolgens liep hij ook een schouderblessure op tijdens het BK in Middelkerke in januari. Hij raakte net op tijd klaar voor het WK in Fayetteville, waar hij brons veroverde bij de beloften.

#### Elite
Op 20 februari 2022 stond de 19-jarige Nys voor het eerst op het podium bij de elite. Hij werd derde in de Internationale Sluitingsprijs van Oostmalle.
Op 9 oktober 2023 haalde Nys in Beringen zijn eerste zege bij de elite binnen. Hij versloeg Eli Iserbyt in de sprint. Op 16 oktober won Nys zijn eerste Wereldbekerwedstrijd in het Amerikaanse Waterloo in Wisconsin. Hij kwam solo over de finishlijn.

### Wegwielrennen
Nys was in de jeugdcategorieën ook succesvol op de weg. Zo won hij in 2018 als tweedejaarsnieuweling het provinciaal kampioenschap van Vlaams-Brabant. In een sprint met drie klopte hij Miguel Ladang en Robbe Heylen. In de zomer van 2021 won Nys twee ritten en het puntenklassement in de Ronde van Vlaams-Brabant en ook twee ritten in de Ronde van Namen. Op 11 september werd Nys als tweede jongste deelnemer enigszins onverwacht Europees kampioen op de weg bij de beloften door de spurt van een elitegroepje te winnen.
In 2022 zegevierde Thibau Nys als belofte in de derde rit van de Flèche du Sud, een wedstrijd in de UCI Europe Tour. Nys pakte ook de eindzege. Het waren zijn eerste zeges op de weg bij de profs. De jonge Nys boekte zijn eerste profzege in de Ronde van Noorwegen op 28 mei 2023. Op een hellende aankomst sprintte hij iedereen uit het wiel. In 2024 behaalde hij met de tweede etappe in de Ronde van Romandië zijn eerste UCI World Tour-zege. In de daaropvolgende weken won hij ook twee ritten en het eindklassement van de Ronde van Hongarije, de eerste rit in de Ronde van Noorwegen en de derde rit in de Ronde van Zwitserland.

### Mountainbiken
In het mountainbiken werd Nys in 2018 Belgisch kampioen cross-country bij de nieuwelingen. Hij haalde het in Westouter voor Daan Depuydt en ploegmaat Ward Huybs.

### Privé
Hij is de zoon van voormalig wereldkampioen veldrijden Sven Nys. Nys was van 2017 tot 2021 te zien in de documentairereeks DNA Nys, een reeks op Eén waarin hij gevolgd wordt bij het begin van zijn wielercarrière.
Sinds 2021 heeft Nys een relatie met het Nederlandse fotomodel Anna Eikendal.

## Palmares

### Veldrijden

#### Resultatentabel elite
| Seizoen   |    | WK | EK | BK  |     | Klassementen | Klassementen | Klassementen |       | UCI- ranking |  | Podia | Podia | Podia |
| Seizoen   | WB | WK | EK | BK  | SP  | Trofee       | Goud         | Zilver       | Brons | UCI- ranking |  |       |       |       |
| --------- | -- | -- | -- | --- | --- | ------------ | ------------ | ------------ | ----- | ------------ |  | ----- | ----- | ----- |
| 2022-2023 |    | –  | –  | ↑   |     | –            | –            | –            |       | –            |  | –     | –     | 1     |
| 2023-2024 | 9e | –  | 6e | 10e | 16e | 18e          | –            | 3            | –     | 1            |  |       |       |       |
| 2024-2025 | ↑  | ↑  | ↑  | 10e | 8e  | 12e          |              | 5            | 2     | 3            |  |       |       |       |
| Totaal    |    | –  | 1  | 1   |     | –            | –            | –            |       | –            |  | 8     | 2     | 5     |

#### Podiumplaatsen elite
| Legenda                       |
| ----------------------------- |
| Wereldkampioenschappen        |
| Continentale kampioenschappen |
| Nationale kampioenschappen    |
| Wereldbeker                   |
| Superprestige                 |
| Trofee                        |
| Overige veldritten            |

| Nr.           | Seizoen       | Datum            | Veldrit                                               | Cat.          | Wedstrijdserie                 |               |
| Overwinningen | Overwinningen | Overwinningen    | Overwinningen                                         | Overwinningen | Overwinningen                  | Overwinningen |
| ------------- | ------------- | ---------------- | ----------------------------------------------------- | ------------- | ------------------------------ | ------------- |
| 1.            | 2023-2024     | 8 oktober 2023   | Be-Mine Cross, Beringen                               | C2            | Exact Cross                    | [ 17 ]        |
| 2.            | 2023-2024     | 15 oktober 2023  | Wereldbeker Waterloo, Waterloo                        | CDM           | Wereldbeker (#1)               | [ 18 ]        |
| 3.            | 2023-2024     | 1 november 2023  | Koppenbergcross, Oudenaarde                           | C1            | X²O Badkamers Trofee (#1)      | [ 19 ]        |
| 4.            | 2024-2025     | 27 oktober 2024  | Druivencross, Overijse                                | C1            | Superprestige (#1)             | [ 20 ]        |
| 5.            | 2024-2025     | 3 november 2024  | Europese kampioenschappen veldrijden, Pontevedra      | CC            | Europese kampioenschappen      | [ 21 ]        |
| 6.            | 2024-2025     | 10 november 2024 | Rapencross, Lokeren                                   | C2            | X²O Badkamers Trofee (#2)      | [ 22 ]        |
| 7.            | 2024-2025     | 12 januari 2025  | Belgische kampioenschappen veldrijden, Heusden-Zolder | CN            | Belgische kampioenschappen     | [ 23 ]        |
| 8.            | 2024-2025     | 19 januari 2025  | Wereldbeker Benidorm, Benidorm                        | CDM           | Wereldbeker (#2)               | [ 24 ]        |
| 2e plaatsen   |               |                  |                                                       |               |                                |               |
| 1.            | 2024-2025     | 22 december 2024 | Cyclocross Zonhoven, Zonhoven                         | CDM           | Wereldbeker (#1)               | [ 25 ]        |
| 2.            | 2024-2025     | 27 december 2024 | Azencross                                             | C1            | Exact Cross                    | [ 26 ]        |
| 3e plaatsen   |               |                  |                                                       |               |                                |               |
| 1.            | 2022-2023     | 15 januari 2023  | Belgische kampioenschappen veldrijden, Lokeren        | CN            | Belgische kampioenschappen     |               |
| 2.            | 2023-2024     | 21 januari 2024  | Wereldbeker Benidorm, Benidorm                        | CDM           | Wereldbeker (#1)               | [ 27 ]        |
| 3.            | 2024-2025     | 26 december 2024 | Cyclocross Asper-Gavere, Gavere                       | CDM           | Wereldbeker (#2)               | [ 28 ]        |
| 4.            | 2024-2025     | 20 december 2024 | Cyclocross Diegem, Diegem                             | CDM           | Superprestige (#1)             | [ 29 ]        |
| 5.            | 2024-2025     | 2 februari 2025  | Wereldkampioenschap veldrijden, Liévin                | CM            | Wereldkampioenschap veldrijden | [ 30 ]        |

#### Jeugd
| Seizoen      | Wereldbeker                                                          | Superprestige                                                       | Trofee                    | WK           | EK           | BK           | Overige | Totaal aantal zeges |
| Nieuwelingen | Nieuwelingen                                                         | Nieuwelingen                                                        | Nieuwelingen              | Nieuwelingen | Nieuwelingen | Nieuwelingen | Nieuwelingen | Nieuwelingen        |
| ------------ | -------------------------------------------------------------------- | ------------------------------------------------------------------- | ------------------------- | ------------ | ------------ | ------------ | --- | ------------------- |
| 2016-17      |                                                                      |                                                                     |                           |              |              | ↑            | Hoboken, Lippelo, Zonnebeke | 4                   |
| 2017-18      |                                                                      | Ruddervoorde                                                        | Hamme, Essen              |              |              | ↑            | Kessel, Wiekevorst, Koningshooikt, Stabroek, Hoboken, Rijkevorsel, Boortmeerbeek, Lichtaart, Hasselt, Vilvoorde, Bonheiden, Meer, Assenede, Lebbeke, Oostmalle | 19                  |
| Junioren     |                                                                      |                                                                     |                           |              |              |              | |                     |
| 2018-19      | Pontchâteau                                                          | Hoogstraten                                                         | Hamme, Baal, Lille        | 4e           | ↑            | ↑            | Wiekevorst, Kasterlee, Neerpelt, Bonheiden, Leuven | 10                  |
| 2019-20      | Bern, Tábor, Koksijde, Namen, Heusden-Zolder, Nommay, Eindklassement | Gieten, Asper-Gavere, Zonhoven, Diegem, Middelkerke, Eindklassement | Kortrijk, Baal, Lille     | ↑            | ↑            | ↑            | Iowa City, Waterloo, Pelt, Hulst | 21                  |
| Beloften     |                                                                      |                                                                     |                           |              |              |              | |                     |
| 2021-22      |                                                                      |                                                                     | Loenhout, Baal, Herentals | ↑            | ↑            | DNF          | | 3                   |
| 2022-23      | Tábor, Maasmechelen, Zonhoven, Benidorm, Eindklassement              |                                                                     |                           | ↑            | ↑            | DNS          | | 5                   |
|              |                                                                      |                                                                     |                           |              |              |              | |                     |
| Totaal       | 11                                                                   | 7                                                                   | 11                        | 2            | 1            | 3            | 27 | 62                  |

### Wegwielrennen

#### Overwinningen
2021 - 4 zeges
1e en 2e etappe Ronde van Vlaams-Brabant (geen UCI-zeges)
1e en 5e etappe Ronde van Namen (geen UCI-zeges)
2022 - 2 zeges
3e etappe Flèche du Sud
 Eind- en jongerenklassement Flèche du Sud
2023 - 2 zeges
2e etappe Ronde van Noorwegen
 Puntenklassement Ronde van Noorwegen
GP Kanton Aargau
2024 - 9 zeges
2e etappe Ronde van Romandië
3e en 4e etappe Ronde van Hongarije
 Eind- en puntenklassement Ronde van Hongarije
1e etappe Ronde van Noorwegen
3e etappe Ronde van Zwitserland
1e, 3e en 6e etappe Ronde van Polen
2025 - 1 zege
Grote Prijs Miguel Indurain
Totaal: 18 zeges (waarvan 13 individuele UCI-zeges)

#### Resultaten in voornaamste wedstrijden
| Jaar | Ronde van Italië | Ronde van Frankrijk | Ronde van Spanje |
| ---- | ---------------- | ------------------- | ---------------- |
| 2025 |                  | 116e                |                  |

| Jaar | Milaan-San Remo | Gent-Wevelgem | Ronde van Vlaanderen | Parijs-Roubaix | Amstel Gold Race | Luik-Bast.‑Luik | Waalse Pijl | Strade Bianche | Omloop Het Nieuwsblad |  | WK op de weg |  | Wereldranglijsten |
| ---- | --------------- | ------------- | -------------------- | -------------- | ---------------- | --------------- | ----------- | -------------- | --------------------- |  | ------------ |  | ----------------- |
| 2025 |                 |               |                      |                | 12e              | 5e              | 8e          |                |                       |  |              |  |                   |

#### Resultaten in kleinere rondes
| Jaar | Ronde van Romandië | Ronde van Zwitserland | Ronde van Hongarije | Ronde van Noorwegen | Ronde van België | Flèche du Sud | Ronde van Polen | Ronde van het Baskenland |
| 2021 |                    |                       |                     |                     | 41e              |               |                 |                          |
| 2022 |                    |                       |                     |                     | 31e              | ↑ (1)         |                 |                          |
| 2023 | 57e                |                       | 40e                 | ↑ (1)               | 53e              |               |                 |                          |
| 2024 | 48e (1)            | 94e (1)               | ↑ (2)               | 17e (1)             |                  |               | 31e (3)         |                          |
| 2025 |                    |                       |                     |                     |                  |               |                 | 37e                      |

(*) tussen haakjes aantal individuele etappeoverwinningen

#### Jeugd
2017 (nieuwelingen) - 1 zege
- Sint-Lambrechts-Herk

2018 (nieuwelingen) - 2 zeges
- Provinciaal kampioenschap op de weg
- Ransberg

2019 (junioren) - 2 zeges
- Bierbeek
- Huldenberg

2021 (beloften) - 1 zege
- Europees kampioenschap op de weg

Totaal: 6 zeges

### Mountainbiken
2018 (nieuwelingen) - 1 zege
- Belgisch kampioenschap cross-country

Totaal: 1 zege

## Ploegen
- 2022 –  Trek-Segafredo (stagiair vanaf 1/8)
- 2023 –  Trek-Segafredo
- 2024 –  Lidl-Trek
- 2025 –  Lidl-Trek

Aberasturi · Baroncini · Bernard · Brambilla · Brustenga · Cataldo · Ciccone · Egholm · Elissonde · Gallopin · Gebreigzabhier· Hellemose · Hoelgaard · Hoole · Kamp · Kirsch · Liepiņš · López · Mollema · Mosca · Moschetti · Pedersen · Pellaud · Simmons · Skjelmose Jensen · Skujiņš · Stuyven · Theuns · Tiberi · Tolhoek · Vergaerde · Nys (stagiair) · Vacek (stagiair)
Aberasturi · Baroncini · Bernard · Brustenga · Cataldo · Ciccone · Elissonde · Gallopin · Gebreigzabhier · Hellemose · Hoelgaard · Hoole · Kirsch · Liepiņš · López · Mollema · Mosca · Nys · Mad.Pedersen · Simmons · Skjelmose · Skujiņš · Stuyven · Tesfatsion · Theuns · Tiberi (tot 28/4) · Tolhoek · Vacek · Vergaerde · Aebersold (stagiair) · Mar.Pedersen (stagiair) · Teutenberg (stagiair)
Bagioli · Bernard · Cataldo · Ciccone · Consonni · Declercq · Felline · Geoghegan Hart · Ghebreigzabhier · Gibbons · Hoole · Kirsch · Konrad · López · Milan · Mollema · Mosca · Nys · Oomen · Pedersen · Simmons · Skjelmose · Skujiņš · Stuyven · Tesfatsion · Theuns · Vacek · Vergaerde · Verona · Ronhaar (stagiair)